# Madeleine Colani
Madeleine Colani (Estrasburgo, 1866 – Hanói, Vietname, 1943) foi uma arqueóloga francesa.

## Biografia
Em 1898 obteve uma licença de ensino na faculdade protestante de Paris, onde seu pai ele próprio um professor. Em 1899 foi para o Vietname como instrutora, sendo mais tarde professora de história natural no Liceu Albert Saraut de Hanói até 1916, continuando sempre os seus estudos. Em 1917, obtém o doutoramento, e entra ao serviço para o secretariado Indo-chinês de geologia durante dez anos. Contribuiu bastante para a arqueologia vietnamita, especialmente na Cultura Sa Huỳnh. Conduziu várias expedições arqueólogas nas províncias de Nghe An, Quang Binh e Ha Long Bay no Vietname e Jars no Laos. Em 1927 trabalhou na Escola francesa do Extremo-Oriente.

## Publicações
- L'âge de la pierre dans la province de Hoa Binh. Memórias do Serviço Geológica da Indochina 13 (1927);

- Mégalithes du Haut-Laos, Hua Pan - Tran Ninh, éditions d'art et d'histoire, Paris, 1935, Publications de l'École française d'Extrême-Orient.